# ليث عرفة
ليث عدنان عثمان عرفة قانوني ومحاضر ودبلوماسي فلسطيني، يشغل منصب السفير الفلسطيني لدى جمهورية ألمانيا الاتحادية.

## حياته
وُلد عرفة في مدينة القدس في 22 ديسمبر 1979.
حصل على درجة البكالوريوس في القانون من جامعة القدس عام 2003، ودرجة الماجستير في القانون الدولي والدراسات القانونية من الجامعة الأميركية في واشنطن العاصمة عام 2004. لاحقًا عام 2016، حصل على درجة الدكتوراه في الإدارة والسياسات العامة من جامعة هارفارد في كامبريدج (ماساتشوستس).
عمل ليث عرفة محاضرًا في جامعة القدس، وفي عام 2017 عُين مساعدًا لرئيس الجامعة لشؤون التنمية والاتصال وبقي في منصبه حتى عام 2022.
في عام 2022، انتقل للعمل لدى وزارة الخارجية الفلسطينية، وأدى اليمين القانونية في 16 فبراير 2022 سفيرًا لدولة فلسطين لدى ألمانيا. لاحقًا في 16 مارس 2022، سلّم أوراق اعتماده رئيسًا للبعثة الفلسطينية لدى ألمانيا إلى وزارة الخارجية الألمانية.